# Hannelore Mattig

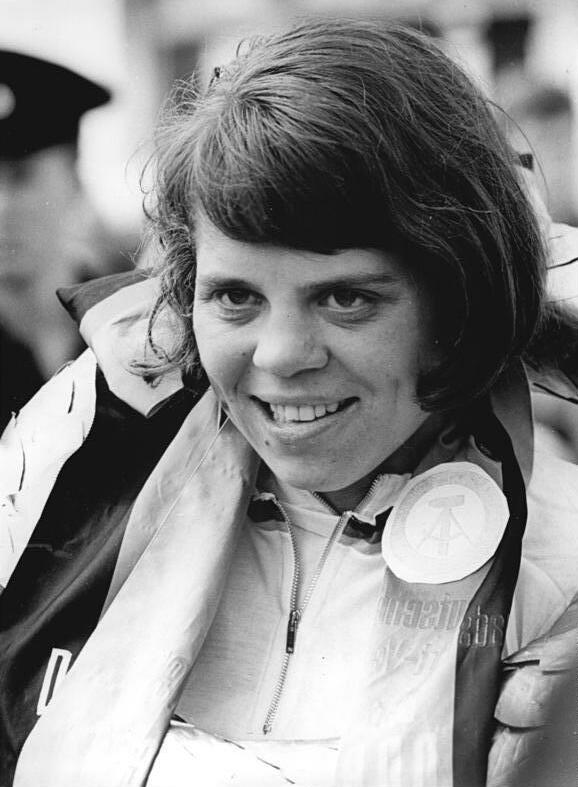
Hannelore Mattig als DDR-Meisterin im Straßenrennen 1966

Hannelore Mattig (* 21. August 1940 in Berlin) ist eine ehemalige deutsche Radrennfahrerin und nationale Meisterin im Radsport.
Hannelore Mattig startete für den TSC Berlin. 1966 und 1967 wurde sie DDR-Meisterin im Straßenrennen. Bei den UCI-Bahn-Weltmeisterschaften 1965 in San Sebastián wurde sie Vize-Weltmeisterin in der Einerverfolgung und im Jahr darauf, bei der Bahn-WM in Frankfurt am Main, Dritte in derselben Disziplin. Bei den Bahnradsport-Weltmeisterschaften 1969 wurde sie Vierte in der Einerverfolgung.
Von 1966 bis 1969 wurde Hannelore Mattig viermal in Folge DDR-Meisterin im Zeitfahren auf der Bahn, von 1965 bis 1969 fünfmal in Folge in der Einerverfolgung sowie 1968 und 1969 im Sprint. 1966 gewann sie das Rennen Rund um den Sachsenring und die Internationale Meisterschaft der Tschechoslowakei im Straßenrennen der Frauen. 1967 startete sie bei den UCI-Straßen-Weltmeisterschaften und wurde als 25. klassiert.

## Trivia
1965 gewann Mattig das Eintagesrennen Großer Preis der Plauener Handwerks und erhielt als Siegprämie ihr späteres Brautkleid.